# Infekční anémie kuřat
Infekční anémie kuřat (angl. chickens infectious anaemia, CIA) je subklinicky, ojediněle i akutně, probíhající virové onemocnění kura domácího. U mladých kuřat je akutní průběh charakterizován krátkodobou chudokrevností (aplastickou anémií), úbytkem (deplecí) lymfocytů v lymfatické tkáni, krváceninami v podkožní a ve svalovině a zvýšenou mortalitou. Ztráty způsobené úhynem jsou relativně nízké a kuřata se rychle uzdraví během krátké doby. V důsledku anémie a imunosuprese se však zvyšuje vnímavost kuřat k sekundárním infekcím a také se zhoršuje imunitní odpověď na vakcinaci. U starších kuřat a dospělé drůbeže probíhá infekce subklinicky. Onemocnění bylo poprvé diagnostikováno v Japonsku (Yuasa ak. 1979).

## Příčiny nemoci (etiologie)
Původcem nemoci je cirkovirus z rodu Gyrovirus a čeledě Circoviridae, všeobecně rozšířený v chovech kura domácího. Virové partikule mají sférický tvar a dosahují průměrné velikosti 19-25 nm. Kapsida je tvořena 32 kapsomerami. Hustotní gradient virionů v CsCl je 1,35-1,36 g/ml. Virus je neobalený, obsahuje cirkulární jednovláknovou DNA o velikosti asi 2300 bází. Replikuje se v jádrech infikovaných buněk, kde je prokazatelný imunofluorescencí. Antigenní rozdíly mezi jednotlivými izoláty z Japonska a Evropy nebyly zatím zjištěny; pravděpodobně existuje jen jeden sérotyp s různou virulencí. Virus CIA je rezistentní k tukovým rozpouštědlům a při pH 3 je stabilní 3 hodiny. Teplotám 56 °C a 70 °C odolává 1 hodinu, teplotě 80 °C 15 minut. Kompletně je inaktivován během 15 minut při 100 °C nebo 50% roztokem fenolu za 5 minut. Virus se pomnožuje ve vnímavých kuřatech, kuřecích embryích a v lymfoblastoidních buněčných liniích.

## Vznik a průběh nemoci (epizootologie)
K přirozené infekci jsou vnímavé všechny věkové kategorie kura domácího, nosného i masného typu. Infekce se v hejnu rychle šíří přímým kontaktem nebo nepřímo přes prostředí kontaminované trusem (fekálně-orální cestou). Horizontálně infikovaná kuřata bez mateřských protilátek onemocní v prvních 2-3 týdnech věku, zatímco kuřata s mateřskými protilátkami jsou po tuto dobu chráněna před onemocněním. U kuřat starších nad 4 týdny věku probíhá infekce již subklinicky (existuje věková rezistence k onemocnění). Z epizootologického hlediska je ale nejdůležitější vertikální přenos. Výskyt CIA u kuřat úzce souvisí s imunitním stavem rodičovského hejna a je časově omezen. Infekce dosud neinfikovaného rodičovského hejna (RCH) probíhá subklinicky, bez imunosuprese a bez negativního vlivu na snášku a kvalitu násadových vajec. Infikované nosnice ale vylučují 1-5 týdnů po infekci (PI) virus do vajec, po této době se stávají imunními a vertikálně předávají protilátky na potomstvo. Kuřata líhnutá z infikovaných vajec (kongenitální infekce) mohou být zdrojem kontaktní infekce pro ostatní společně líhnutá a vnímavá kuřata.

## Projevy nemoci (symptomatologie)
Inkubační doba po experimentální infekci je 8-10 dní, v terénu asi 12 dnů.
Klinický průběh onemocnění je ovlivňován dávkou a virulencí viru, imunitním stavem hostitele a podmínkami prostředí (imunosupresivní faktory neinfekčního i infekčního charakteru). Klinické příznaky CIA nejsou výrazné, navíc zjevné onemocnění je poměrně vzácné. Po kongenitální (vrozené) nebo kontaktní infekci v raném věku dochází kolem 2. týdne PI k netečnosti kuřat, jejich shlukování a inapetenci (nechutenství). Postupně se objevuje anémie obličeje, neopeřených částí těla a sliznic. Krev nemocných kuřat je více či méně vodnatá, doba její srážlivosti je prodloužená a krevní plasma je bledá. Počty krevních buněk (hematokrit) jsou snížené (pod 27 %), ale během 4 týdnů se vracejí k normálním hodnotám.. Nemocnost může dosahovat 30 až 100 %, mortalita se pohybuje do 4. týdne věku mezi 1-30 %. Nedojde-li k sekundární infekci, kuřata se během 3-4 týdnů PI uzdraví a jen ojediněle se pozoruje zpomalený růst. Pitevní nález je minimální a je charakterizován anémií, atrofií kostní dřeně a lymfatických orgánů a tkání. 

## Diagnostika
Diagnóza infekční anémie je poměrně obtížná. Klinické a patologické příznaky nejsou dostačující. Nejvhodnější způsob detekce infekce v hejnu je sérologické vyšetření nepřímou imunofluorescencí. Diferenciálně diagnosticky přicházejí v úvahu onemocnění projevující se anémií a atrofií lymfatických orgánů, např. osteopetróza, erytroblastóza, Markova nemoc, infekční burzitida, předávkování sulfonamidů, mykotoxiny aj.

## Terapie a prevence
Kauzální terapie nemoci neexistuje. K potlačení případné sekundární bakteriální infekce se mohou použít antibiotikum nebo chemoterapeutika, ale konečný efekt je zpravidla minimální. Imunizace rozmnožovacích chovů několik týdnů před snáškou účinně zabraňuje vzniku anémie u jejich potomstva. Vakcinace by se měla provádět u kuřic asi ve věku 16-18 týdnů, nejpozději 3-4 týdny před zahájením snášky, aby se zabránilo vylučování viru do násadových vajec.